# 棖沖鎮
棖沖鎮（とうちゅうちん）は中華人民共和国湖南省長沙市瀏陽市の鎮。

## 行政区画
- 平息村
- 和平村
- 三元村
- 才常村（2015年、紅衛村、黄板橋村が合併して才常村となる。）
- 新南橋村
- 牙際山村
- 佳和村（2015年、張家店村、沿河村が合併して佳和村となる。）
- 青草社区
- 橙沖社区

## 歴史
1992年、棖沖鎮に昇格。
1995年、棖沖鎮、青草郷が合併し、現在の棖沖鎮が発足。

## 経済

### 名物・特産品
- 爆竹
- たばこ
- イノシシ

## 地理
棖沖鎮は瀏陽市の南部に位置し、北東は荷花街道と、東及び南東は大瑶鎮と、西は葛家鎮と、南西は普跡鎮と、北西は集里街道と、南は醴陵市とそれぞれ接している。
- 河川：瀏陽河
- 山：黄崗嶺（標高416メートル）、七鴉尖西（標高463.1メートル）

## 教育
- 棖沖中学

## 交通

### 道路
- 県道：X008、X016

## 出身有名人
- 唐才常
- 唐才中
- 黎尚雯
- 余昭常